# NGC 926
NGC 926 è una vasta galassia a spirale barrata situata nella costellazione della Balena, a una distanza di circa 296 milioni di anni luce dalla nostra Via Lattea.

## Scoperta
La galassia è stata scoperta nel 1876 dall'astronomo tedesco Wilhelm Tempel.

## Descrizione
NGC 926 ha una classe di luminosità II-III e presenta una larga riga a 21 cm dell'idrogeno neutro.
Il database National Aeronautics and Space Administration / Infrared Processing and Analysis Center la classifica come possibile galassia LINER, cioè una galassia il cui nucleo presenta uno spettro di emissione caratterizzato da larghe righe di atomi debolmente ionizzati.
NGC 926 e NGC 934 si trovano nella stessa regione di cielo e, secondo lo studio realizzato da Mahtessian, formano una coppia di galassie.